# Letöltendő idő
A Letöltendő idő (eredeti cím: Time) 2021-től vetített brit drámasorozat, amelyet Jimmy McGovern alkotott. A főbb szerepekben Sean Bean, Stephen Graham, Jodie Whittaker, Tamara Lawrance, Bella Ramsey és Siobhan Finneran látható.
Egyesült Királyságban 2021. június 6-án a BBC One, Magyarországon 2021. december 14-én az HBO mutatta be.

## Ismertető

### 1. évad
Mark Cobden nemrég került börtönbe, bűntudat gyötri a bűntette miatt, és a börtönélet ingatag világában nem találja a helyét. Megismerkedik Eric McNallyvel, a kiváló börtönőrrel, aki mindent megtesz, hogy megvédje a rábízottakat. Amikor azonban az egyik legveszélyesebb rab felfedezi a gyengeségét, Eric lehetetlen választás elé kerül az elvei és a családja között.

### 2. évad
Orla, az első büntetését töltő egyedülálló anya, Abi, akit életfogytiglani börtönbüntetésre ítéltek, és Kelsey, a terhes heroinfüggő és visszaeső bűnöző, egy női börtönben kezdik meg büntetésüket.

## Szereplők

### Főszereplők
| Szereplő            | Színész          | Magyar hang    |
| 1. évad             | 1. évad          | 1. évad        |
| ------------------- | ---------------- | -------------- |
| Mark Cobden         | Sean Bean        | Kőszegi Ákos   |
| Eric McNally        | Stephen Graham   | Holl Nándor    |
| 2. évad             |                  |                |
| Orla O'Riordan      | Jodie Whittaker  |                |
| Abi Cochrane        | Tamara Lawrance  |                |
| Kelsey Morgan       | Bella Ramsey     |                |
| Marie-Louise O'Dell | Siobhan Finneran | Németh Kriszta |

### Mellékszereplők
| Szereplő       | Színész            | Magyar hang           |
| -------------- | ------------------ | --------------------- |
| Johnno         | James Nelson-Joyce | Renácz Zoltán         |
| Patterson      | Nabil Elouahabi    | Maday Gábor           |
| Jardine        | Natalie Gavin      |                       |
| Sonia McNally  | Hannah Walters     | Farkasinszky Edit     |
| Alicia Cobden  | Nadine Marshall    |                       |
| Daniel         | Jack McMullen      | Czető Roland          |
| June Cobden    | Sue Johnston       | Zsurzs Kati           |
| John Cobden    | David Calder       | Kajtár Róbert         |
| Brendan Murphy | Jonathan Harden    | Gubányi György István |
| Pete           | Kadiff Kirwan      | Dolmány Attila        |
| Bernard        | Aneurin Barnard    | Molnár Levente        |
| Galbraith      | Cal MacAninch      | Rosta Sándor          |
| Jackson Jones  | Brian McCardie     | Bácskai János         |

### Magyar változat
- Bemondó: Korbuly Péter
- Magyar szöveg: Kiss Barnabás
- Hangmérnök és vágó: Schuták László
- Gyártásvezető: Németh Tamás
- Szinkronrendező: Csoma Ferenc
- Produkciós vezető: Dallos Miklós

A szinkront az SDI Media Hungary készítette el.

## Évados áttekintés
| Évad | Évad | Részek száma | Részek száma | Eredeti sugárzás  | Eredeti sugárzás   | Eredeti adó | Magyar sugárzás    | Magyar sugárzás    | Magyar adó |
| Évad | Évad | Részek száma | Részek száma | Évadbemutató      | Évadzáró           | Eredeti adó | Évadbemutató       | Évadzáró           | Magyar adó |
| ---- | ---- | ------------ | ------------ | ----------------- | ------------------ | ----------- | ------------------ | ------------------ | ---------- |
|      | 1.   | 3            | 3            | 2021. június 6    | 2021. június 20.   |             | 2021. december 14. | 2021. december 28. |            |
|      | 2.   | 3            | 3            | 2023. október 29. | 2023. november 12. |             |                    |                    |            |

## Epizódok

### Első évad (2021)
| Sor. | Év. | Cím                 | Rendező      | Író            | Premier                             |
| ---- | --- | ------------------- | ------------ | -------------- | ----------------------------------- |
| 1.   | 1.  | 1. rész (Episode 1) | Lewis Arnold | Jimmy McGovern | 2021. június 6. 2021. december 14.  |
| 2.   | 2.  | 2. rész (Episode 2) | Lewis Arnold | Jimmy McGovern | 2021. június 13. 2021. december 21. |
| 3.   | 3.  | 3. rész (Episode 3) | Lewis Arnold | Jimmy McGovern | 2021. június 20. 2021. december 28. |

### Második évad (2023)
| Sor. | Év. | Cím                 | Rendező       | Író                           | Premier            |
| ---- | --- | ------------------- | ------------- | ----------------------------- | ------------------ |
| 4.   | 1.  | Episode 1           | Andrea Harkin | Jimmy McGovern és Helen Black | 2023. október 29.  |
| 5.   | 2.  | 2. rész (Episode 2) | Andrea Harkin | Jimmy McGovern és Helen Black | 2023. november 5.  |
| 6.   | 3.  | Episode 3           | Andrea Harkin | Jimmy McGovern és Helen Black | 2023. november 12. |

## A sorozat készítése
Az első évad forgatásának nagy része Liverpool City Regionben zajlott, a börtönszárnyakat és cellákat a 2013-ban kivont HM Prison Shrewsbury börtönben vették fel. A stáb Liverpoolba költözött, hogy a börtön többi részét bírósági termek, rendőrőrsök és oktatási épületek, valamint külső helyszínek, például a Widnes-i Silver Jubilee Bridge és a southporti móló felhasználásával forgassák.